# ジャック×ダクスター イタチで悪いか!!
『ジャック×ダクスター イタチで悪いか!!』（ジャックンダクスター イタチでわるいか!!）は、村瀬範行による日本の漫画作品。『別冊コロコロコミック』（小学館）にて、2002年2月号から2003年2月号まで連載された。

## 概要
2001年12月20日にソニー・コンピュータエンタテインメントから発売されたアクションゲーム『ジャック×ダクスター 旧世界の遺産』のコミカライズ版。
登場キャラクターはゲーム内のものと共通しており、大筋のストーリーもゲームのものに準じているが、各キャラクターにはゲーム本編とは異なる独自の個性が設定されており、本編とは一味違うギャグ色の強い作品になっている。
発表時期が2002年頃であり、単行本も存在しないため、現在この作品を読むのは困難。

### 2009年版
2009年の『ジャック×ダクスター 〜エルフとイタチの大冒険〜』発売に伴い『月刊コロコロコミック』11月号にジャック×ダクスター特集が組まれた際、『エルフとイタチの大冒険』の設定をベースとした村瀬範行による4コマ漫画が同時に掲載された。キャラクター設定は『イタチで悪いか!!』のそれに準拠しており、“4コマ”のみではあるが一時的な復活を果たした。

## 主要登場キャラクター
ジャック
物語の主人公で、耳の長いエルフの少年。ゲームと異なりセリフをしゃべる。やや天然気味にボケることがあるが、ここ一番では真面目に役目を果たす。
ダクスター
イタチになってしまったジャックの親友。ゲームとほぼ同じ性格。ジャックに振り回されたり、敵の罠にはまったり、何かと苦労することが多い。
セイジィ
ジャックとダクスターの師匠のような存在。この世界の4賢者の1人で「緑の賢者」と呼ばれる。生命を司るエネルギー「緑のエコ」の知識に富んでいる。
ケイラ
ジャックとダクスターの幼馴染でセイジィの娘。機械の扱いが得意でメカニックの天才と言われている。
ゴル・アケロン
闇のエネルギー「ダークエコ」を研究している闇の眷者。ダクスターを元に戻す方法を知っている数少ない人物だが、世界をダークエコで染めようと企んでいる。